# Jenny Day
Jenny Day (* 24. Juli 1985) ist eine englische Badmintonspielerin. 

## Karriere
Jenny Day machte als Juniorin mit zwei nationalen Titeln und Bronze bei der Europameisterschaft 2003 auf sich aufmerksam. In der Saison 2004/2005 gewann sie den EBU Circuit. 2006 war sie bei den Croatian International und den Portugal International erfolgreich.

## Sportliche Erfolge
| Saison    | Veranstaltung                             | Disziplin   | Platz | Name                        |
| --------- | ----------------------------------------- | ----------- | ----- | --------------------------- |
| 2003      | Junioren-Europameisterschaft              | Dameneinzel | 3     | Jenny Day                   |
| 2003      | England: Einzelmeisterschaft der Junioren | Mixed       | 1     | Robin Middleton / Jenny Day |
| 2003      | England: Einzelmeisterschaft der Junioren | Damendoppel | 1     | Jenny Day / Hayley Connor   |
| 2004/2005 | EBU Circuit                               | Damendoppel | 1     | Jenny Day / Liza Parker     |
| 2006      | Portugal International                    | Damendoppel | 1     | Liza Parker / Jenny Day     |
| 2006      | Croatian International                    | Damendoppel | 1     | Liza Parker / Jenny Day     |
| 2006      | Croatian International                    | Mixed       | 1     | Chris Langridge / Jenny Day |